# 1790 en musique classique
| \| • Retour à la chronologie générale de la musique classique • \| |
| Grèce • Rome • Haut Moyen Âge • VIIIe siècle • IXe siècle • Xe siècle • XIe siècle XIIe siècle • XIIIe siècle • XIVe siècle • XVe siècle • XVIe siècle • XVIIe siècle XVIIIe siècle • XIXe siècle • XXe siècle • XXIe siècle |
| • Retour à la chronologie générale de la musique classique • |

| Années en musique classique : 1787 - 1788 - 1789 - 1790 - 1791 - 1792 - 1793    |
| Décennies en musique classique : 1760 - 1770 - 1780 - 1790 - 1800 - 1810 - 1820 |

## Événements
- 14 janvier : Colas et Colinette de Joseph Quesnel représenté à Montréal. Premier opéra canadien et nord américain.
- 26 janvier : Così fan tutte, opéra-bouffe de Wolfgang Amadeus Mozart avec la collaboration du librettiste Lorenzo da Ponte, créé au Burgtheater de Vienne. Il remporte un succès mitigé.
- 27 avril : Le Mort imaginaire, opéra comique d'Antonio Bartolomeo Bruni, créé à Paris, au Théâtre Montansier.
- 21 juin : Spinette et Marini ou La Leçon conjugale, opéra comique en un acte d'Antonio Bartolomeo Bruni, créé à Paris, au Théâtre Montansier.
- 14 juillet : Te Deum de François-Joseph Gossec, joué pour la Fête de la Fédération à Paris.
- 4 septembre : Euphrosyne et Corradin, opéra de Méhul, joué à la Salle Favart.
- 15 octobre : Concerto pour piano no 26 du Couronnement de Wolfgang Amadeus Mozart, créé à Francfort.
- décembre : Quintette à cordes no 5 en ré majeur K. 593 de Wolfgang Amadeus Mozart

sans dates
- Cantate sur la mort de l’empereur Joseph II de Beethoven.
- 6 sonates pour piano op.25 de Muzio Clementi.
- 6 trios pour clarinette et basson de François Devienne.
- L'Alouette, quatuor à cordes - op.64/5 et Nocturnes pour le roi de Naples de Joseph Haydn.

## Naissances
- 1er février

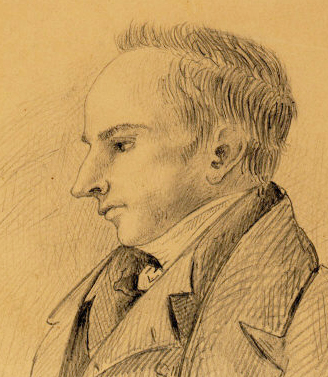
Chrétien Urhan

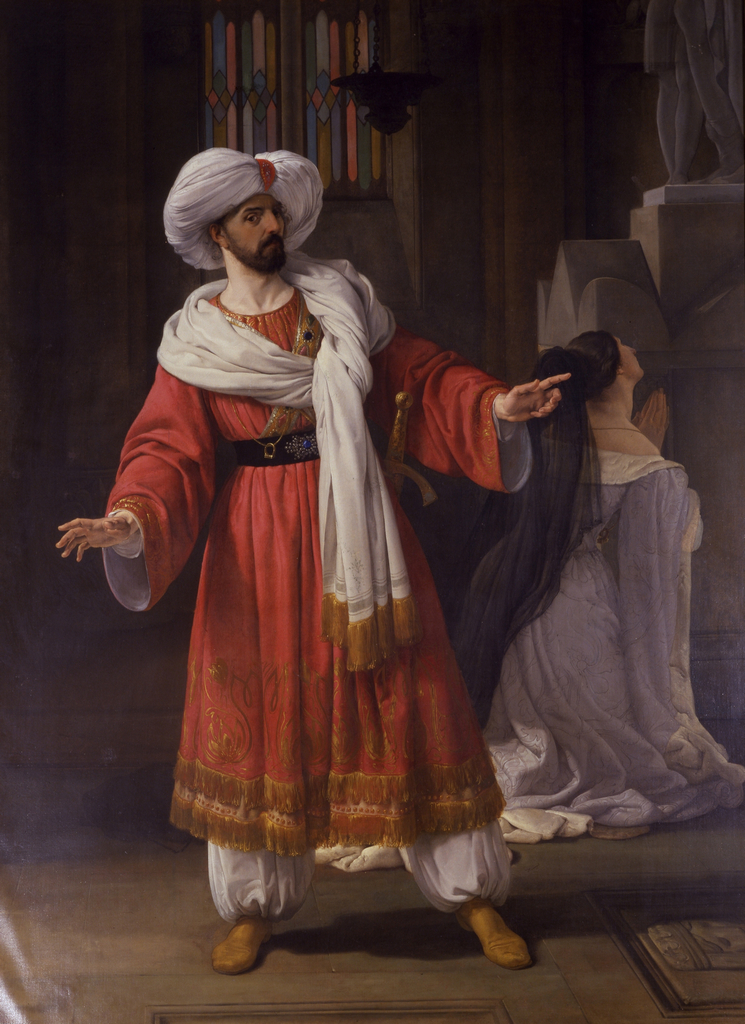
Giovanni David.

  - Franz Joseph Antony, compositeur allemand († 7 janvier 1837).
  - Germain Delavigne, dramaturge français († 3 novembre 1868).
- 16 février : Chrétien Urhan, violoniste, altiste, organiste, compositeur et joueur de viole d'amour français († 2 novembre 1845).
- 15 mars : Nicola Vaccai, compositeur italien († 5 août 1848).
- 6 avril : Félix Cazot, pianiste, compositeur et pédagogue français († 24 décembre 1857).
- 14 avril : Albrecht Agthe, professeur de musique allemand († 8 octobre 1873).
- 10 juin : Louis Joseph Daussoigne-Méhul, compositeur et professeur de musique français († 10 mars 1875).
- 11 juillet : Amédée de Beauplan, auteur dramatique, compositeur et peintre français († 24 décembre 1853).
- 15 septembre : Giovanni David, ténor italien († 1864).
- 27 septembre : Giuseppe Alinovi, compositeur italien († 18 mars 1869).
- 8 octobre : Waldemar Thrane, violoniste, chef d'orchestre et compositeur norvégien († 30 décembre 1828).
- 9 octobre : Andreas Späth, compositeur allemand († 26 avril 1876).
- 14 octobre : Georg Gerson, banquier danois et compositeur († 16 février 1825).
- 17 octobre : August Ferdinand Anacker, compositeur allemand († 21 août 1854).
- 30 octobre : Karol Lipiński, violoniste, compositeur, chef d'orchestre et pédagogue polonais († 16 décembre 1861).
- 7 novembre : Luigi Legnani, guitariste, chanteur et compositeur italien († 5 août 1877).

Vers 1790
- Luigi Tarisio, violoniste italien, collectionneur et marchand de violons († octobre 1854).

## Décès

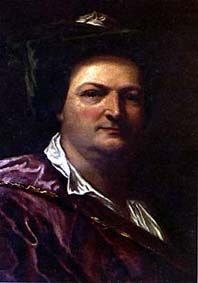
François-Henri Clicquot

- 16 janvier : Charlotte Eckerman, cantatrice d'opéra (° 1759).
- 19 février : Jean-Baptiste Krumpholtz, harpiste et compositeur tchèque (° 8 mai 1742).
- 21 février : Johann Friedrich Klöffler, compositeur et flûtiste allemand (° 20 avril 1725).
- 24 mai : François-Henri Clicquot, facteur d'orgues français (° 1732).
- 8 juin : Charles-Joseph van Helmont, compositeur, claveciniste et organiste belge (° 19 mars 1715).
- 25 juin : Lovisa Augusti, chanteuse d’opéra Suédoise de l'Opéra royal de Stockholm (° 1756).
- 17 novembre : Jean-Baptiste Vallière, compositeur français (° 11 avril 1715).
- 16 décembre : Ludwig August Lebrun, hautboïste et compositeur allemand (° 2 mai 1752).

sans dates
- Lucile Grétry, compositrice et musicienne (° 15 juillet 1772).